# Gueto de Cracóvia

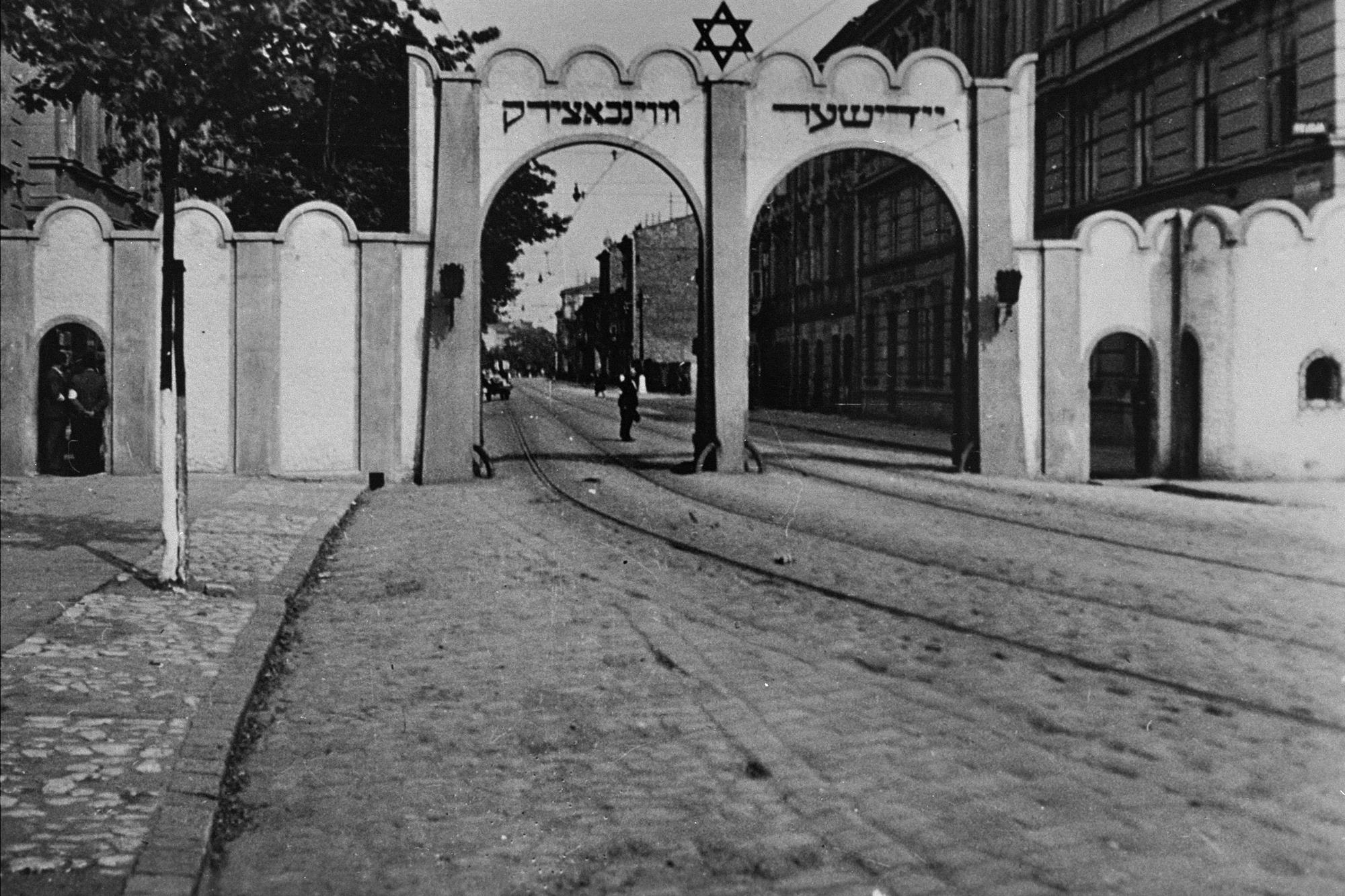
A entrada do gueto, em 1941

Gueto de Cracóvia foi um dos cinco guetos principais criados pelo Governo Geral da Alemanha Nazista durante sua ocupação da Polônia na Segunda Guerra Mundial. Foi uma plataforma de apoio para o início da divisão entre pessoas aptas para trabalhos forçados e aquelas que seriam mais tarde consideradas "indignas" de viver. 
Antes da guerra, a Cracóvia era um influente centro cultural para os aproximadamente 70 000 judeus que ali residiam.

## História
A perseguição da população judaica de Cracóvia começou logo depois que tropas alemãs adentraram a cidade em 1 de setembro de 1939, durante a invasão nazista da Polônia. A partir do mesmo mês, judeus começaram a ser enviados para campos de trabalho forçado. Em novembro do mesmo ano, exigiu-se que todos os judeus a partir de 12 anos usassem braçadeiras de identificação. Por toda a Cracóvia, sinagogas foram forçadas a fechar, e suas relíquias e objetos de valor determinados a serem entregues a autoridades nazistas.
Em maio de 1940, as autoridades de ocupação anunciaram que Cracóvia deveria tornar-se a cidade "mais limpa" do Governo Geral, uma parte ocupada, mas não-anexada da Polônia. Ordenaram-se então maciças deportações dos judeus locais. Dos aproximadamente 68 000 judeus cracovianos quando da invasão alemã, apenas 15 000 trabalhadores e suas famílias foram autorizados a ficar. Todos os demais foram expulsos da cidade e realocados para regiões rurais vizinhas.

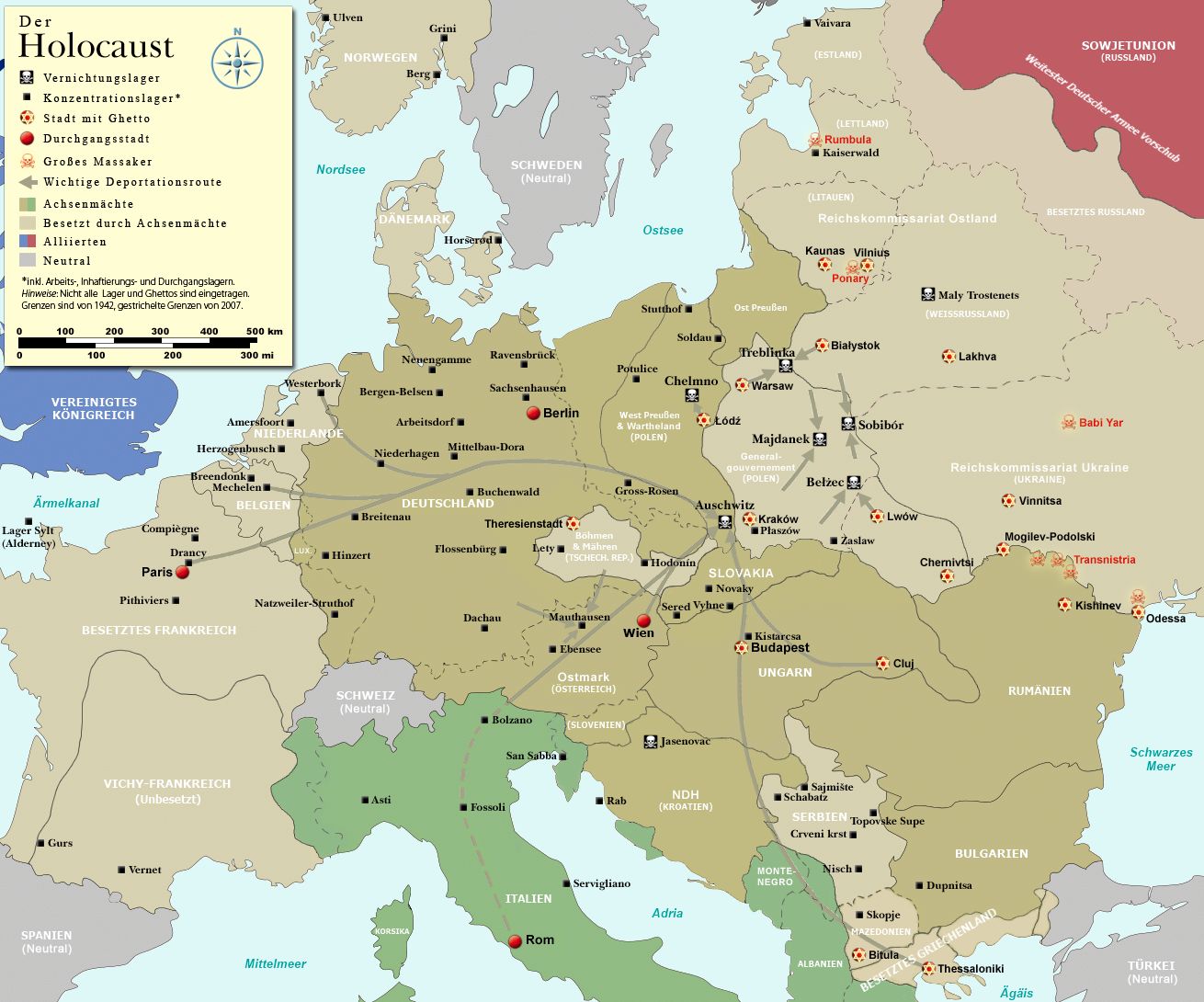
Localização Gueto de Cracóvia (Kraków), como outros, assinalado com uma estrela de Davi.

O Gueto de Cracóvia foi formalmente estabelecido em 3 de março de 1941 no distrito de Podgórze, ao invés do distrito judaico de Kazimierz. Famílias polonesas de Podgórze desalojadas assumiram as antigas residências dos judeus expulsos. Enquanto isso, os 15 000 deportados foram comprimidos em uma área que abrigava anteriormente 3 000 pessoas em um distrito que consistia de 30 ruas, 320 construções residenciais e 3 167 cômodos. Como resultado, cada apartamento passou a abrigar quatro famílias, enquanto os menos afortunados passaram a viver nas ruas.
O gueto foi cercado por muros que separaram-no do restante da cidade. Todas as portas e janelas que davam acesso ao lado "ariano" foram fechadas com tijolos, restando apenas quatro acessos fortemente vigiados.
Jovens do movimento Akiva, que deram início à publicação de um informativo underground, o HeHaluc HaLohem, uniram forças com outros Sionistas para formar um agrupamento local da Żydowska Organizacja Bojowa (ŻOB, "Organização de Combate Judaica") e organizar a resistência no gueto com o apoio do Armia Krajowa. O grupo empreendeu uma variedade de atividades de resistência, incluindo um atentado a bomba contra o café Cyganeria, local de encontro de oficiais nazistas. Ao contrário do ocorrido em Varsóvia, no entanto, seus esforços não levaram a um levante geral antes que o gueto fosse finalmente liquidado.
A partir de 30 de maio de 1942, os nazistas implementaram deportações sistemáticas do gueto para campos de concentração da região. Centenas de judeus foram transportados nos meses seguintes como parte da Operação Reinhardt, liderada na Cracóvia pelo SS-Oberführer Julian Scherner. Os judeus eram primeiramente reunidos na Praça Zgody, e então escoltados para a estação de trem em Prokocim. O primeiro transporte reuniu 7 000 pessoas; o segundo, mais 4 000 judeus, transportados para o campo de extermínio de Bełżec em 5 de junho de 1942. Em 13 e 14 de março de 1943 foi organizada a "liquidação" final do gueto sob o comando do SS-Untersturmführer Amon Göth. Oito mil judeus considerados aptos para o trabalho foram transportados para o campo de trabalhos forçados de Plaszow. Aqueles considerados inaptos — em torno de 2 000 — foram mortos nas ruas do gueto, e os remanescentes enviados para Auschwitz.

## Galeria

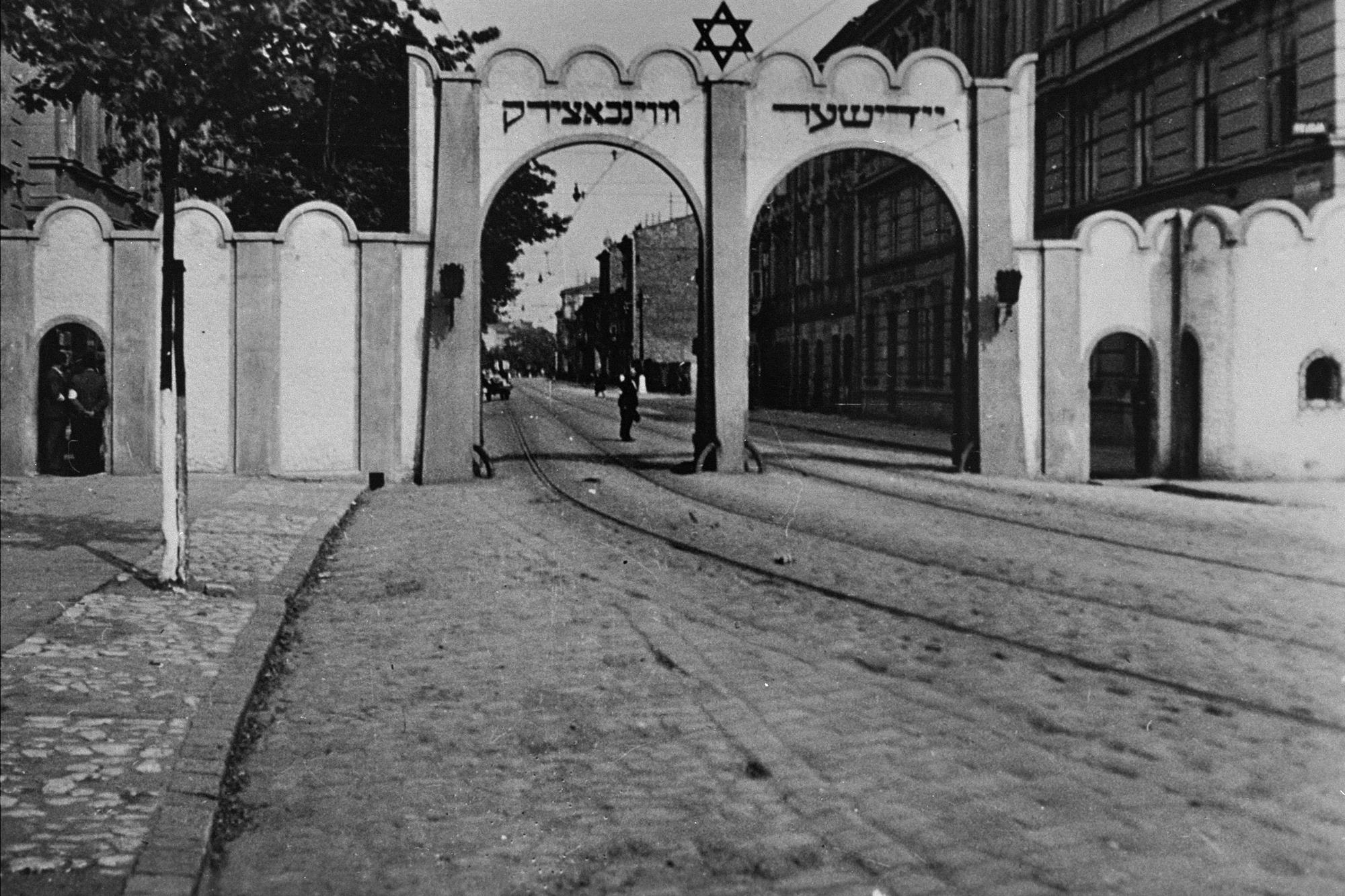
Entrada do gueto, c. 1941
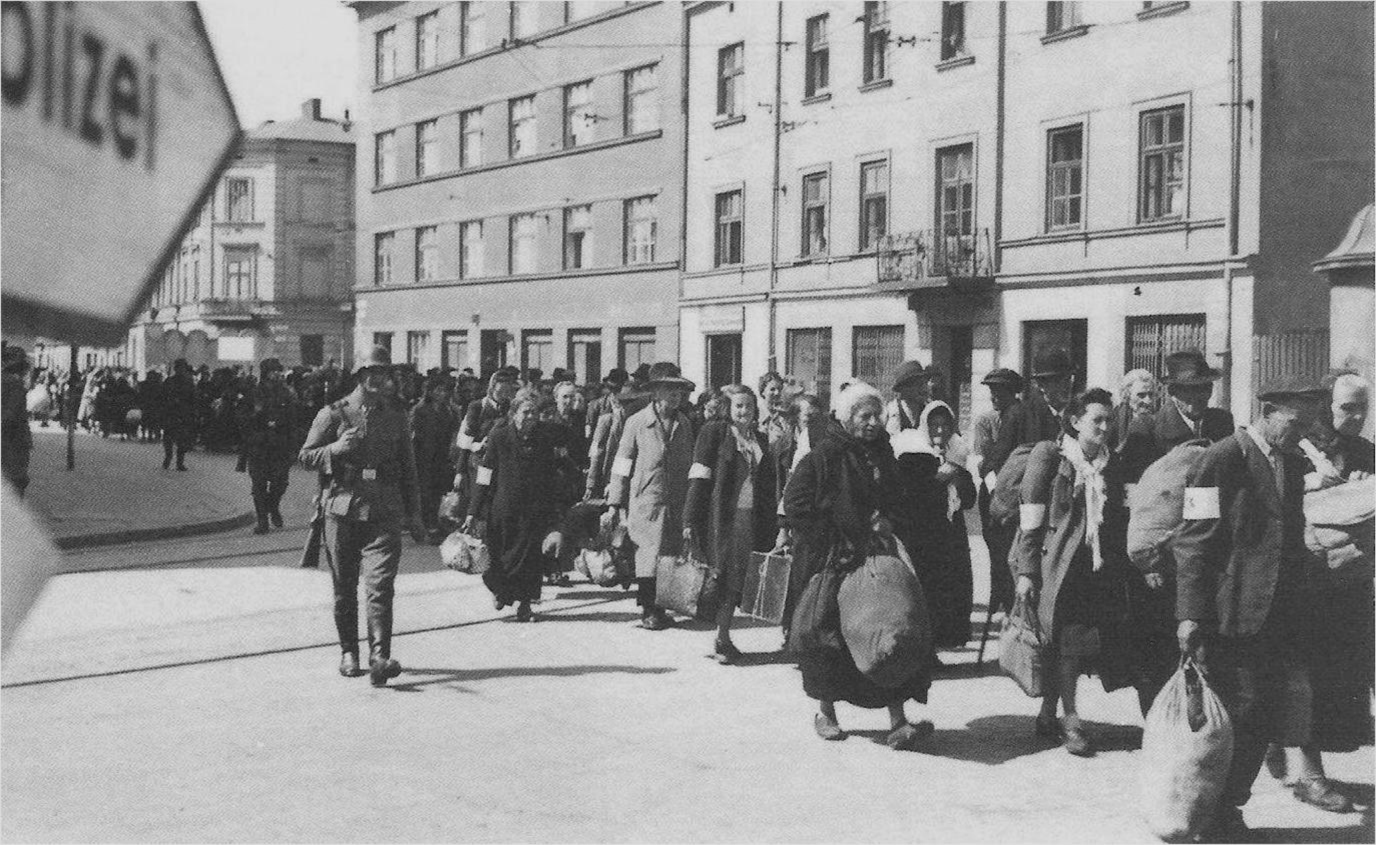
Deportação dos judeus do Gueto de Cracóvia, março de 1943
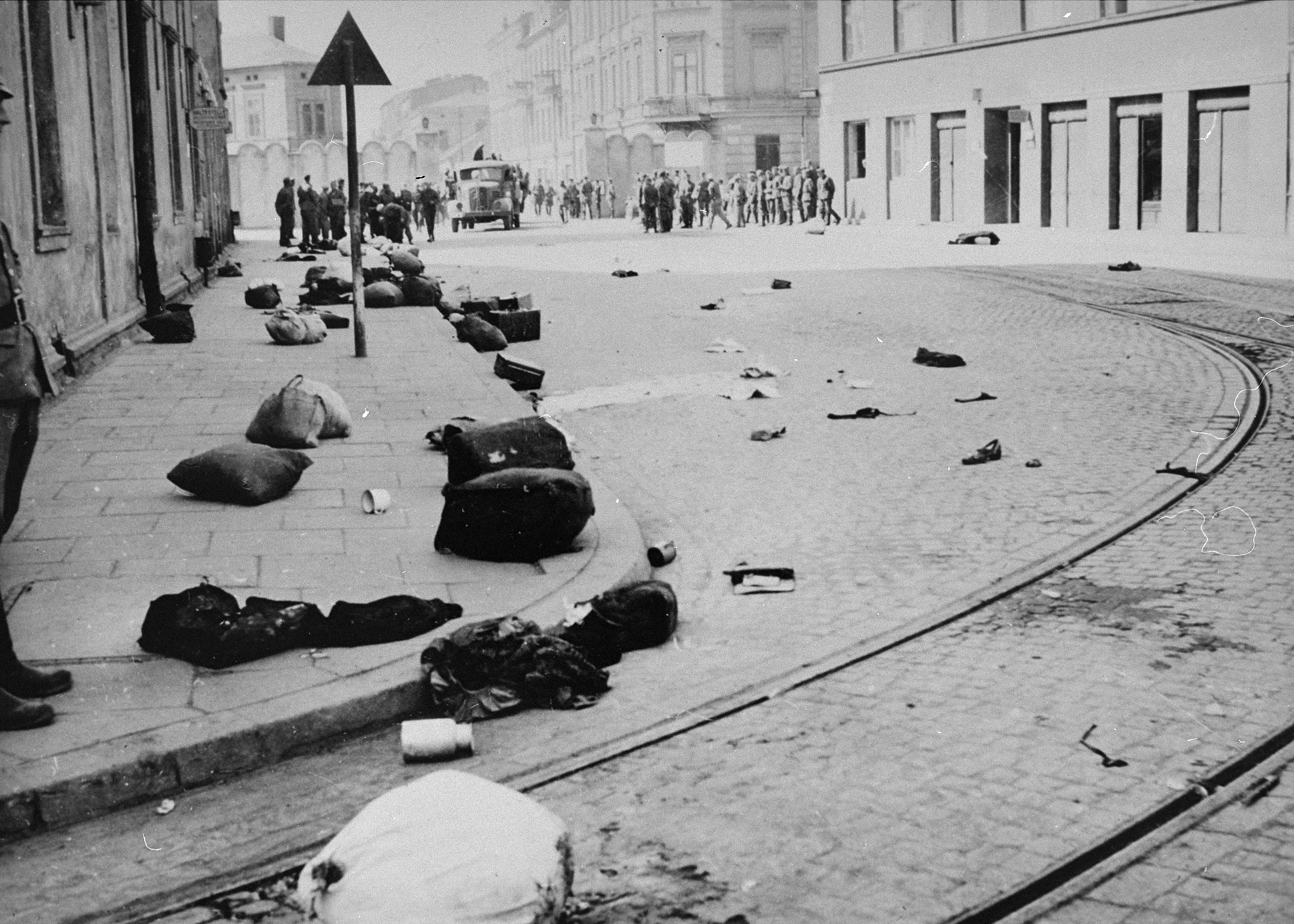
Trouxas de roupas abandonadas pelos judeus deportados, março de 1943